# Zhangheotheriidae
Famille
Espèces de rang inférieur
- † Zhangheotherium Y. Hu et al.[2], 1997
- † Anebodon S. Bi et al.[3], 2016
- † Kiyatherium E. Maschenko et al.[4], 2002
- † Maotherium G. Rougier et al.[1], 2003

Les Zhangheotheriidae sont une famille éteinte de petits mammifères primitifs de l'ordre des symmétrodontes.
Tous les Zhangheotheriidae connus ont été découverts en Chine dans le Crétacé inférieur de la province de Liaoning, sauf un fragment de maxillaire avec 9 dents préservées, découvert dans le Crétacé inférieur de Sibérie occidentale qui constitue l'holotype de Kiyatherium cardiodens.
À la différence de la quasi-totalité des mammifères primitifs qui ne sont connus que par leurs dents, quelques squelettes presque complets et bien conservés ont été découverts en Chine, dont le premier a été décrit en 1997 par Y. Hu et al. sous le nom de Zhangheotherium et a donné son nom à la famille..

## Taxonomie
La famille des Zhangheotheriidae est considérée comme paraphylétique par Bi et al. (2016), car elle ne regroupe pas tous les descendants d'une espèce souche qu'il contient. Le groupe frère constitué par les genres Anebodon et Kiyatherium regroupe en position basale deux genres à caractères ancestraux non évolués (plésiomorphes) de leurs dentures.
Les deux autres genres de la famille, Maotherium et Zhangheotherium, apparaissent comme des formes plus évoluées, de transition vers les Spalacotheriidae.

## Classification
Le cladogramme suivant, limité aux Zhangheotheriidae, a été établi par Bi et al. en 2016 lors de la description du nouveau genre Anebodon :
|  | Anebodon    |
|  |             |
|  | Kiyatherium |
|  |             |

|  | Zhangheotherium                                              |
|  |                                                              |
|  | \| \| autres Symmetrodonta non-Zhangheotheriidae \| \| \| \| |
|  |                                                              |
|  | autres Symmetrodonta non-Zhangheotheriidae                   |
|  |                                                              |

|  | autres Symmetrodonta non-Zhangheotheriidae |
|  |                                            |

|  | Zhangheotherium                                              |
|  |                                                              |
|  | \| \| autres Symmetrodonta non-Zhangheotheriidae \| \| \| \| |
|  |                                                              |
|  | autres Symmetrodonta non-Zhangheotheriidae                   |
|  |                                                              |

|  | autres Symmetrodonta non-Zhangheotheriidae |
|  |                                            |

|  | Anebodon    |
|  |             |
|  | Kiyatherium |
|  |             |

|  | Zhangheotherium                                              |
|  |                                                              |
|  | \| \| autres Symmetrodonta non-Zhangheotheriidae \| \| \| \| |
|  |                                                              |
|  | autres Symmetrodonta non-Zhangheotheriidae                   |
|  |                                                              |

|  | autres Symmetrodonta non-Zhangheotheriidae |
|  |                                            |

|  | Zhangheotherium                                              |
|  |                                                              |
|  | \| \| autres Symmetrodonta non-Zhangheotheriidae \| \| \| \| |
|  |                                                              |
|  | autres Symmetrodonta non-Zhangheotheriidae                   |
|  |                                                              |

|  | autres Symmetrodonta non-Zhangheotheriidae |
|  |                                            |